# قسم روشن أباد الريفي (مقاطعة غرغان)
قسم روشن‌أباد الريفي (بالفارسية: دهستان روشن‌آباد) هي منطقة ريفية تقع في قسم في إيران. يقدر عدد سكانها بـ 25,066 نسمة .